# Fillmore (San Francisco)

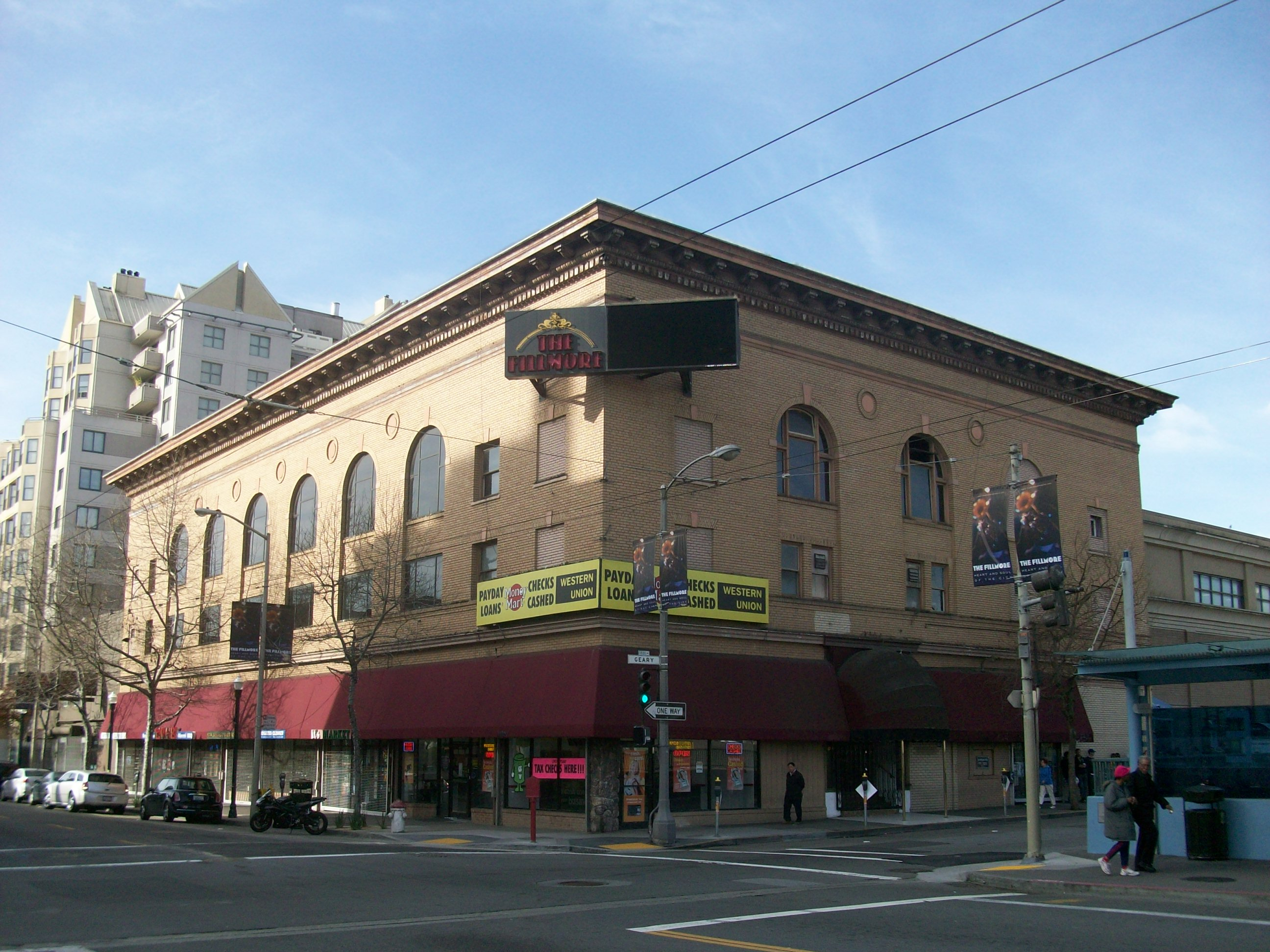
Das Fillmore Auditorium an der Ecke Fillmore Street und Geary Street

The Fillmore bezeichnet einen Stadtteil in San Francisco im US-Bundesstaat Kalifornien.
Die Lage ist nicht genau festgelegt. Die Nachbarschaft ist ein Teilgebiet von Western Addition und wird von der Fillmore Street im Westen, der Van Ness Avenue im Osten, dem Geary Boulevard im Norden und der Grove Street im Süden lokalisiert.

## Geschichte
Im 19. Jahrhundert war hier eine jüdische Gemeinde mit Farmland angesiedelt. Um die Jahrhundertwende kamen japanische Immigranten nach San Francisco und siedelten hier. Nach dem großen Erdbeben von 1906 war die Gegend stark zerstört. Während des Wiederaufbaus der Innenstadt fand hier verstärkt der lokale Handel statt. Nach 1942, während des Zweiten Weltkrieges, wurden die japanischen Immigranten interniert, und der Stadtteil somit für afro-amerikanische Arbeiter und Künstler attraktiv. Nach 1948 wurde der zerfallende Stadtteil als Sanierungsgebiet ausgeschrieben. Heute ist es ein gemischtes Viertel und es residieren hier über 50 Prozent Schwarze, ca. 27 Prozent Weiße und 14 Prozent Asiaten.
Koordinaten: 37° 47′ N, 122° 26′ W